# Julia Schultz
Julia Schultz (San Diego, California; 15 de junio de 1979) es una modelo y actriz estadounidense que fue playmate de febrero de 1998 de la revista playboy. Tras ser modelo, ha tenido varios papeles menores en algunos fimes, incluyendo Tomcats, Love Stinks, Ready to Rumble, Rush Hour 2, y una aparición sin créditos en The New Guy.
Schultz nació en San Diego, California. Se casó, También en San Diego, con el jugador de la Liga Mayor de Béisbol Brett Tomko en noviembre de 2003.

## Filmografía
- The New Guy (2002) (no aparece en los créditos).... Novia de Tommy Lee
- Rush Hour 2 (2001).... Novia de Tex
- The Forsaken (2001).... Rubia
- El profesor chiflado II: La familia Klump (2000).... Recepcionista
- Love Stinks (1999).... Tiffany
- Tomcats (2001).... Shelby